# Stijn Steels
Stijn Steels (ur. 21 sierpnia 1989 w Gandawie) – belgijski kolarz szosowy i torowy.
Steels jest wielokrotnym medalistą mistrzostw Belgii w kolarstwie torowym.

## Osiągnięcia

### Kolarstwo szosowe
Opracowano na podstawie:<refStijn Steels – Profil na ProCyclingStats (ang.)</ref>

2007
- 1. miejsce w Omloop der Vlaamse Gewesten
- 1. miejsce w Omloop Mandel-Leie-Schelde

2010
- 2. miejsce w Dwars door het Hageland

2013
- 3. miejsce w Antwerpse Havenpijl

2014
- 1. miejsce w klasyfikacji punktowej Driedaagse Brugge-De Panne

2015
- 1. miejsce w Dwars door de Vlaamse Ardennen

2016
- 1. miejsce w Grand Prix de la Ville de Lillers
- 3. miejsce w Schaal Sels

## Rankingi

### Kolarstwo szosowe
| Rok             | 2010 | 2011 | 2012 | 2013 | 2014 | 2015 | 2016 | 2017  | 2018  | 2019  | 2020 | 2021  |
| --------------- | ---- | ---- | ---- | ---- | ---- | ---- | ---- | ----- | ----- | ----- | ---- | ----- |
| World Ranking   |      |      |      |      |      |      | 522. | 1248. | 2423. | 1165. | -    | 1440. |
| UCI Europe Tour | 357. | -    | 726. | 434. | 698. | 388. | 318. | 815.  | 1628. | 820.  | -    | 1025. |
|                 |      |      |      |      |      |      |      |       |       |       |      |       |
| Źródło: UCI     |      |      |      |      |      |      |      |       |       |       |      |       |